# 新烏克蘭 (波爾塔瓦州)
新烏克蘭（烏克蘭語：Нова Україна），是烏克蘭中部波爾塔瓦州克雷门丘克区科泽利希纳市镇的村落，處於沃夫恰河右岸，分別距離馬約爾希納3公里和科洛佳日內2公里，海拔高度81米，2001年人口105。